# Сумиёси-тайся
Сумиёси-тайся (яп. 住吉大社) — синтоистское святилище, расположенное в Осаке. Это главное святилище трёх богов (ками) Сумиёси в стране, хотя и не самое древнее. Здесь хранятся одни из старейших печатей Японии и несколько императорских предписаний периода Камакура.
В Сумиёси-тайся поклоняются троим детям Идзанаги: Сокоцуцу-но-ономикото (яп. 底筒男命), Накацуцу-но-ономикото (яп. 中筒男命) и Увацуцу-но-микото (яп. 表筒男命). Четвёртым ками в Сумиёси-тайся является Окинагатарасихимэ-но-микото (яп. 神宮皇后) — Императрица Дзингу, которая, по легенде, основала этот храм, вернувшись из Кореи. В Средние века в Сумиёси-тайся также поклонялись богу земледелия.
Близ храма 14 июня проводится праздник посадки риса.

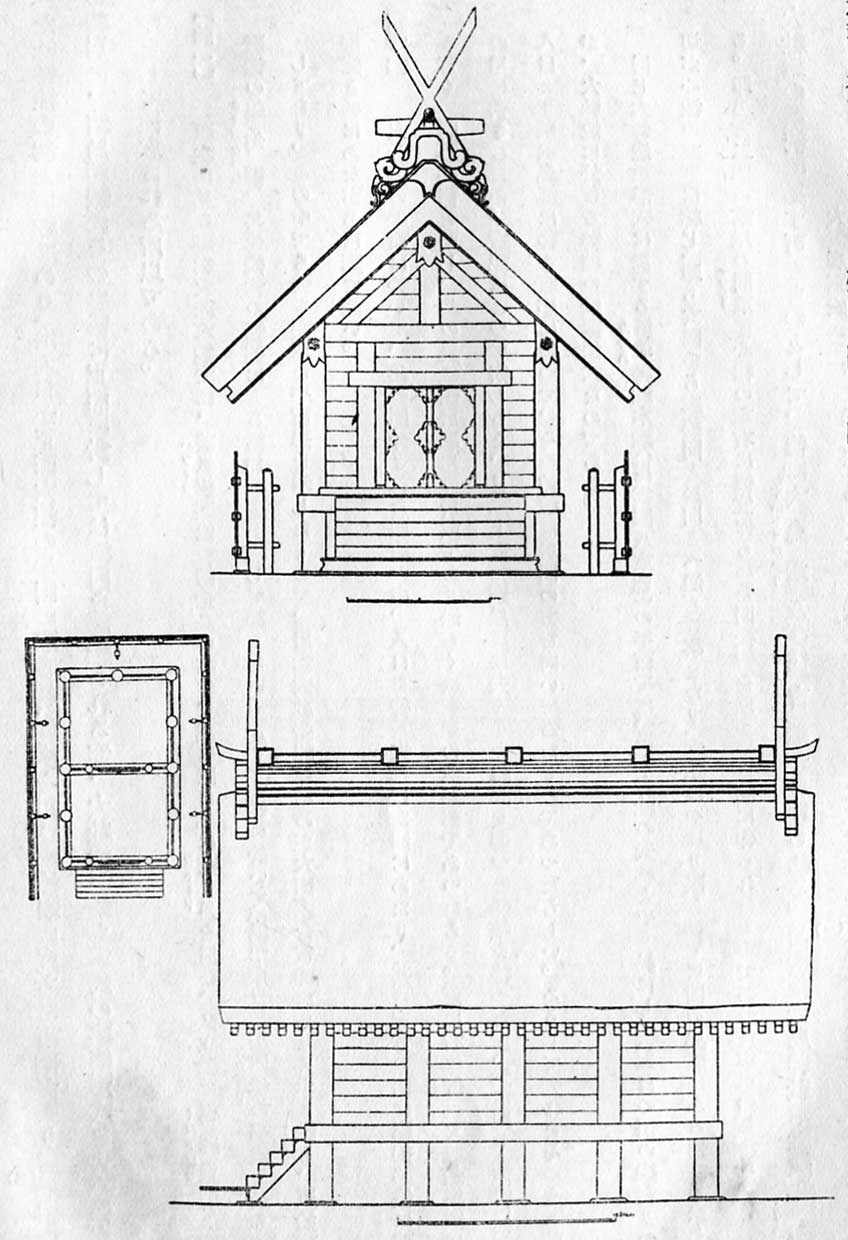
Хондэн (пример сумиёси-дзукури)

## История
По легенде, императрица Дзингу основала Сумиёси-тайся, чтобы задобрить богов, когда её флот не мог выйти в море.
В реальности святилище  было основано в VIII веке. Боги этого святилища считаются покровителями судоходства. Сумиёси-тайся стал одним из храмов, сыгравших центральную роль в формировании хэйанской культуры и политики. Императорская семья стала покровительствовать этому святилищу в ранний период Хэйан. В 965 году Император Мураками приказал выделить гонцов, которые бы передавали вести о важных событиях ками-хранителям 16 храмов, в том числе и в Сумиёси-тайся.
В древности божества, почитаемые в раме, считались покровителями обряда очищения, который совершал каждый вступающий на трон император.
Хотя в XXI веке Сумиёси находится далеко от воды, вплоть до периода Эдо окрестный парк выходил к морю. В «Повести о Гэндзи» главный герой едет в Сумиёси-тайся, чтобы отблагодарить богов за то, что вняли его молитвам, и встречает у храма свою возлюбленную Акаси, прибывшую на лодке морем.
Храм перестраивали каждые 20 лет в 928—1434 годах, а затем, с меньшей периодичностью, до 1810 года.
Сумиёси-тайся являлся главным храмом (итиномия) провинции Сэтцу.
С 1871 по 1946 год Сумиёси-тайся был одним из киндай-сякаку, то есть носил высший возможный ранг среди всех святилищ, за которыми следило государство.

## Архитектура
Храмовый комплекс состоит из четырёх зданий, каждое посвящено одному из ками. Главное здание посвящено Сокоцуцу-но-ономикото и построено без опорного столба в стиле сумиёси-дзукури, называемом так в честь этого храма. Оно является национальным сокровищем Японии как самое древнее здание стиля сумиёси-дзукури.
Балки, на которые настлан пол в храме, подняты всего на 1,5 метра, что очень мало по сравнению с более новыми храмами. Задняя стена каждого сооружения в комплексе разделена единственным столбом на две равные части.
Двускатные крыши храма покрыты корой хиноки. На крыше главного здания расположен декоративный элемент «окитиги» (перекрещенные планки, в отличие от обычных тиги, не являются продолжением стропил), а на коньке уложено пять квадратных в сечении горизонтальных брёвен кацуоги. Комплекс окружён забором тамагаки, вокруг которого находится ограда араими (яп. 荒忌垣).
Одни из каменных тории святилища, находящаяся к югу от главного здания, известны как какутории (яп. 角鳥居). Они выделяется среди прочих сооружений того же типа, так как средняя перекладина не выходит за пределы вертикальных столбов, а также из-за того, что все элементы имеют квадратное сечение.

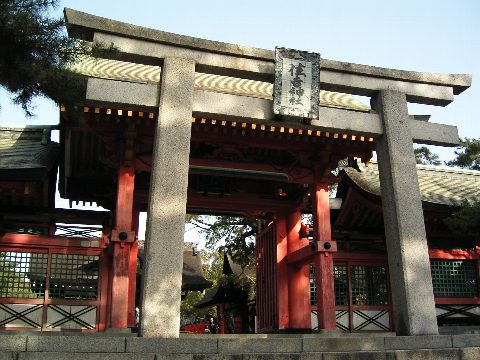
Задний вход
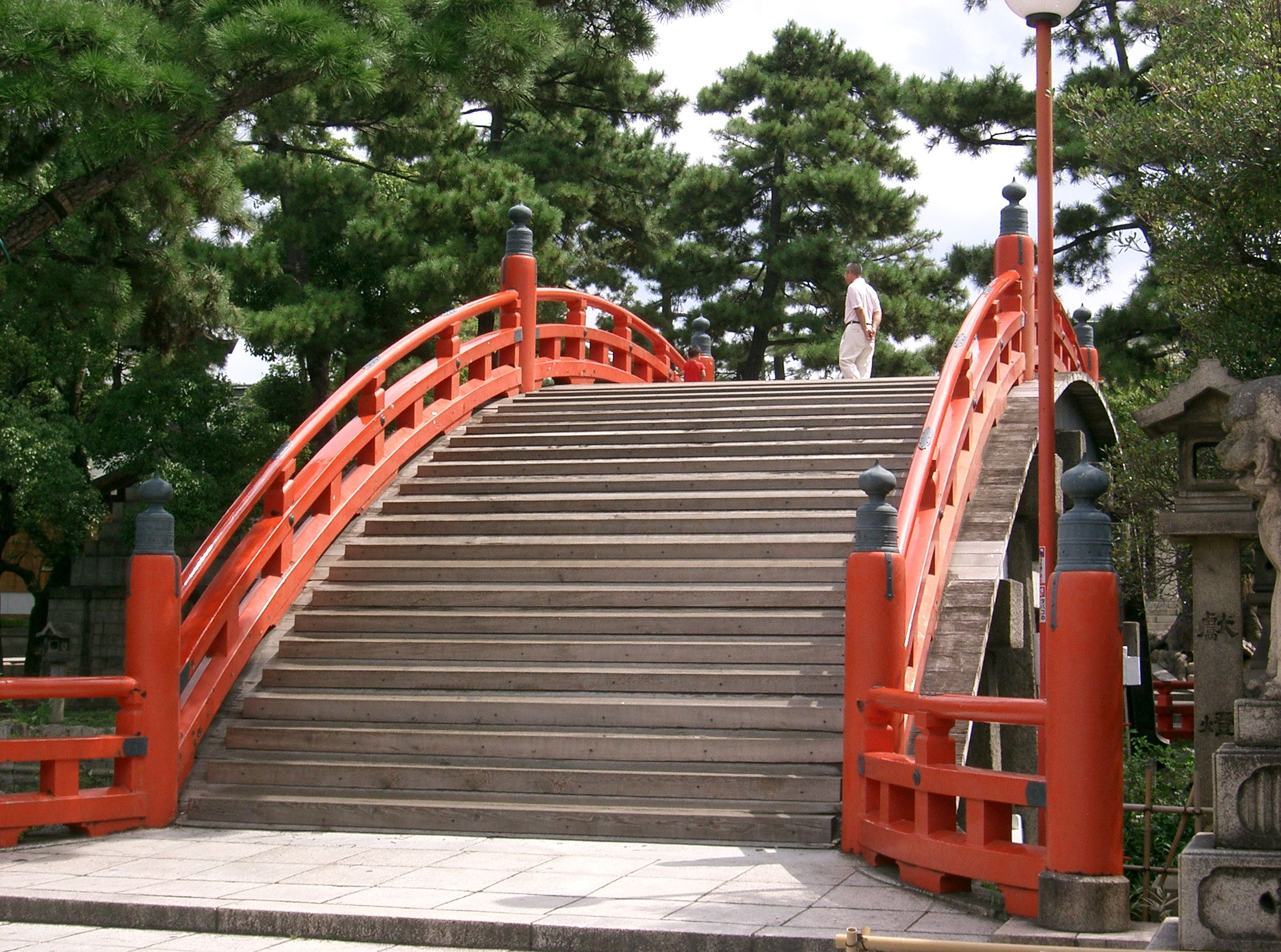
Мост на территории святилища
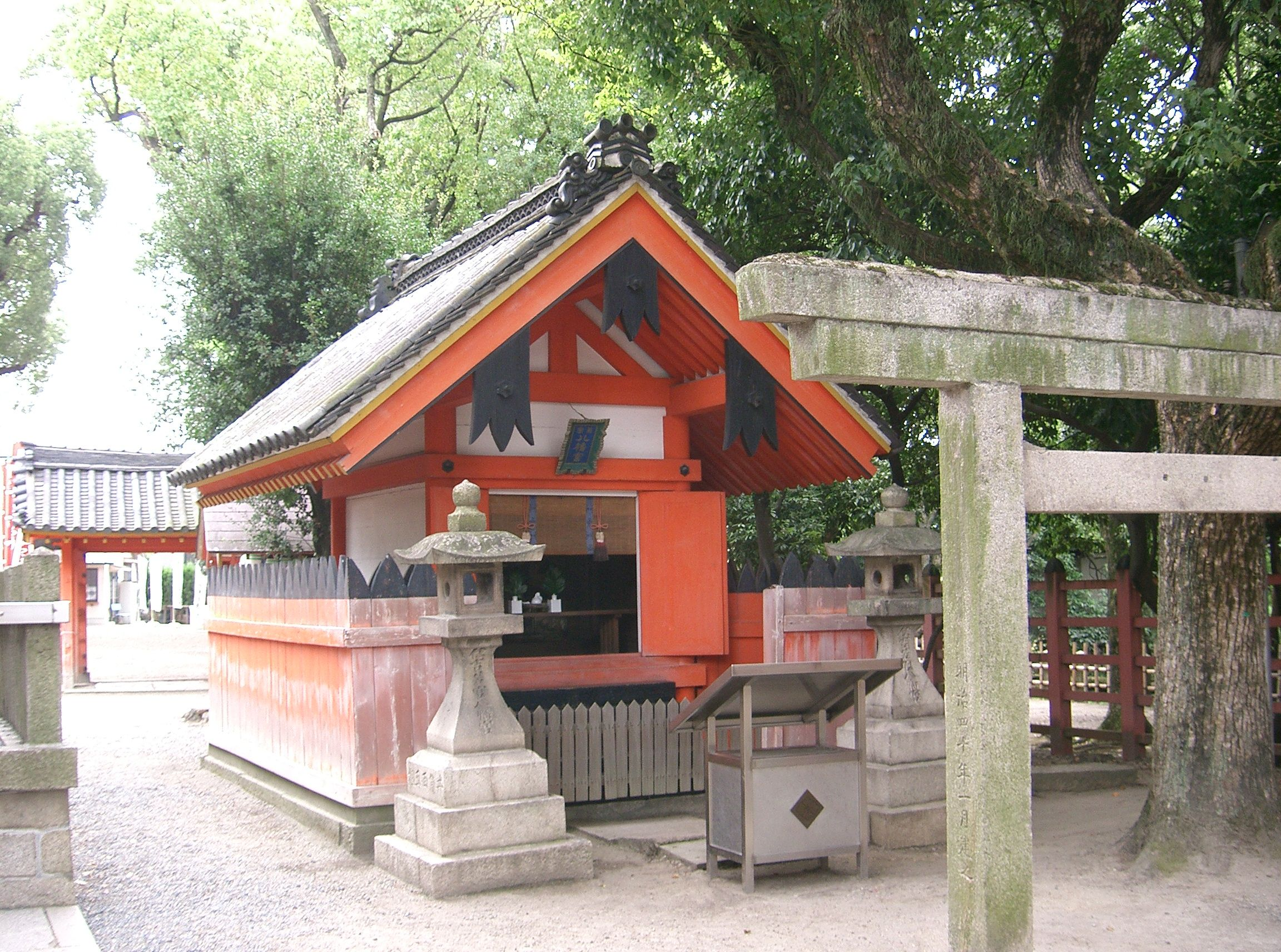
Какутории
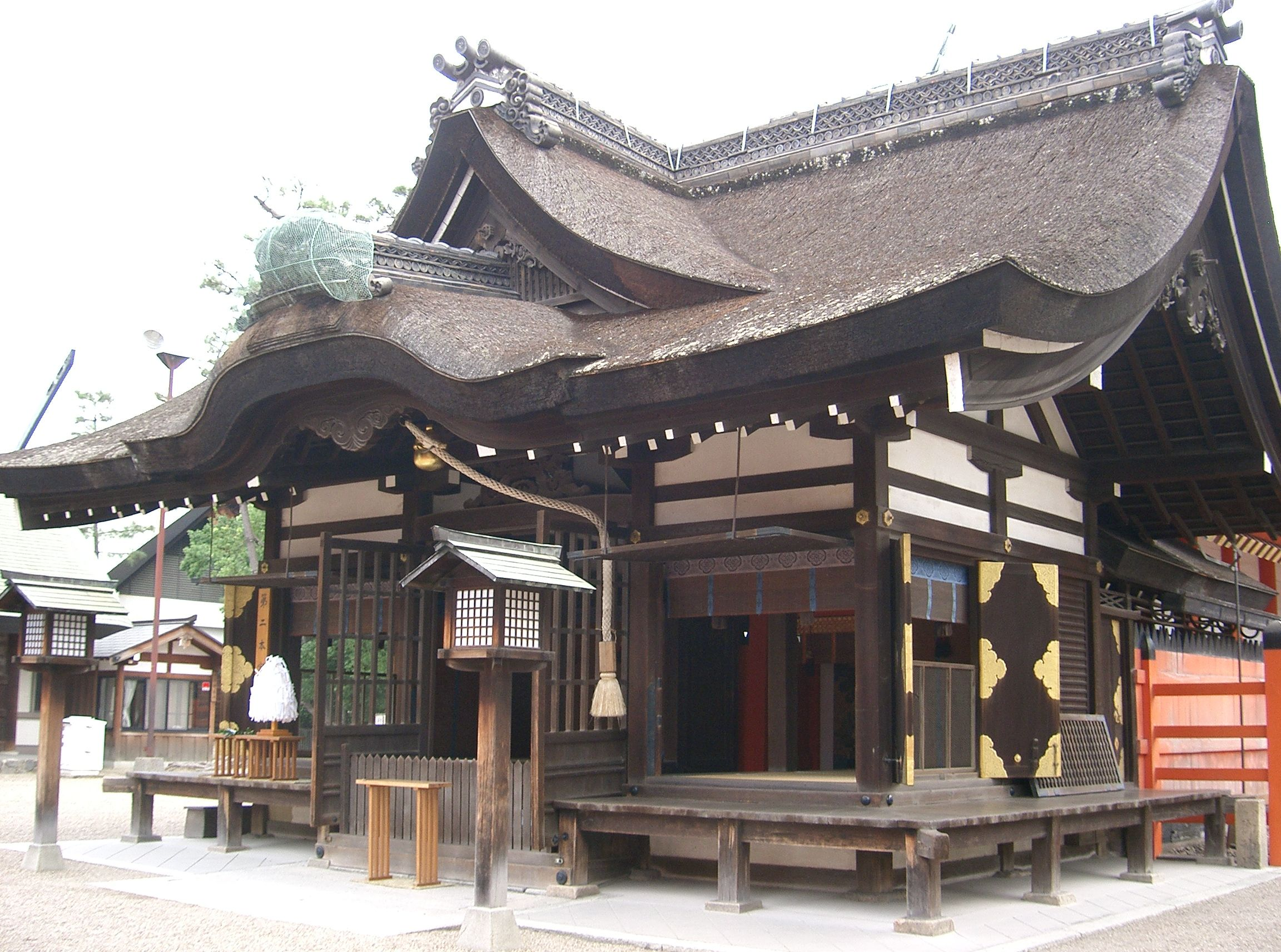
Главное здание